# بابائی بن لطف
بابائی بن لطف شاعر و مورخ یهودی کاشانی در نیمه نخست قرن یازدهم هجری / هفدهم میلادی است. بنابر گفتار خودش، او به همراه یهودیان کاشان، وادار شدند تا به اسلام بگروند. آنها برای سالهایی تظاهر به اسلام می‌کردند در حالی که در خفا به عقاید یهودیتشان باقی مانده بودند.خاندان بابائی در منطقه کاشان و نطنز و روستاهای اطراف ساکن شده بودند،در دوره صفوی عده زیادی از آنها مجبور به اسلام آوردن شدند که اکثراً در خفا به مذهب یهودی خود معتقد بودند.از این رو آنان را آنوسی مینامند.یهودیان کاشان پس از آزار و اذیت در دوره شاه سلطان حسین به دیلمان کوچ کردند. آن‌ها در دیلمان به تجارت و تعمیر زینتهای زنانه، خرید اشیاء عتیقه و انتقالشان به قزوین برای فروش و انداختن و فروش شراب می‌پرداختند. ناآرامی گیلان در دوران نهضت جنگل یهودیان را از سیاهکل فراری داد و به غیر از چند خانواده که اسلام آورند که به اطراف لاهیجان پناه برده که آخرین فرد با تغییر نام خود به عیسی بابایی (از بابایی بن لطف) ، دیگران امکان ادامهٔ زندگی در گیلان را نیافته و از روی ناچاری به تهران رفتند. در آغاز حکومت پهلوی از ۹۰ خانوار یهودی ساکن یهودی محلهٔ سیاهکل تنها ۵ خانوادهٔ یهودی مسلمان شده در سیاهکل باقی ماندند. یهودیان سیاهکل در مکالمات بین خود به عبری سخن می‌گفتند ولی در تماس با مردم محلی از زبان گیلکی استفاده می‌کردند. اسناد به جا مانده از آن‌ها نیز به عبری و فارسی نوشته شده‌است.[۱]
اشاره‌های کلی به اسکان یهودیان در جاهای مختلف گیلان چون افرمجان، خمام، یهودکلایه، لاهیجان، رودبار، فومنات و دیگر شهرها وجود دارد.
در ۱۹۴۸ رشت و بندر پهلوی بیشترین جمعیت یهودی را داشتند. بیشتر یهودیان مهاجرین از کاشان اصفهان و سیاهکل بودند و بیشتر شان در تجارت نساجی کار می‌کردند. رشت ۳۰ خانواده یهودی یک کنیسا و یک دبیرستان به نام کورش داشت. جمعیت یهودی پهلوی نصف رشت بود. پس از انقلاب اسلامی تنها یک خانواده یهودی در رشت ماند. گزارشی از وجود جوامع یهودی در اوایل قرن ۲۱ م در سایر شهرهای گیلان وجود ندارد.[۲]
او دو کتاب از خود به جا گذاشت: کتاب تاریخ آنوسی و مناجات‌نامه. هر دو اثر به زبان فارسی و با دست خط عبری است.

## کتاب انوسی
این کتاب یک وقایع‌نامه منظوم در قالب مثنوی و با ۵۲۶۸ بیت در ۸۳ فصل و با وزن هزج مسدس محذوف ‏است. موضوع اصلی کتاب انوسی، گزارش رخداد تغییرکیش اجباری یهودیان ایران در ‏سال ۱۰۶۶ق. در زمان حکمرانی شاه عباس دوم صفوی است که شش سال به درازا انجامید. در ‏کنار این موضوع اصلی، به آزار یهودیان اصهان در دوره شاه عباس اول و بهبود وضعیت آنان در دوران شاه ‏صفی نیز پرداخته شده است. به طور کلی کتاب انوسی وقایعی از سال ۱۰۱۶ تا ۱۰۷۲ هجری را در بر ‏می‌گیرد. ‏در برخی از منابع عصر صفوی و گزارش‌های سیاحان آن دوره، کلیات وقایعی که در کتاب انوسی آمده است تأیید می‌شود. محمدطاهر وحید قزوینی در کتاب عباسنامه به فرمان شاه عباس دوم در این باره و اجبار صد هزار یهودی ایران برای تغییرکیش اشاره کرده است. مبلغان مسیحی ساکن اصفهان در نامه‌هایی از تصمیم شاه و نقش وزیر او، محمد بیک اعتمادالدوله، در این باره اطلاع داده‌اند. ورا بی. مورین در کتابی که درباره کتاب انوسی نوشته است در فصلی جداگانه به بررسی شخصیت‌ها و رخدادها پرداخته و اکثر آنها را دارای سندیت تاریخی برآورد کرده است.
اهمیت کتاب انوسی علاوه بر گزارش تاریخی وقایعی مرتبط با یهودیان ایران، در اطلاعات و محتواهایی است که در حوزه‌های مختلفی از جمله تاریخ ایران عصر صفوی، تاریخ ‏ادیان و مذاهب ایران، تاریخ اجتماعی ایران، زبان‌شناسی و گویش‌پژوهی، تاریخ محلی و تاریخ ادبیات ‏ایران به دست می‌دهد. همچنین در بیان جزئیات یهودآزاری‌ها، معرفی ساختار ‏اجتماعي و تشکیلات داخلی جوامع یهودی، نحوه توزیع مشاغل و کسب‌وکارها در میان یهودیان، و ارائه ‏اطلاعات مهم درباره ميزان جمعیت یهودیان و نیز شرح وقایع تاریخی مرتبط با ایران دارای اهمیت است.